# Anna Maria de Neuf

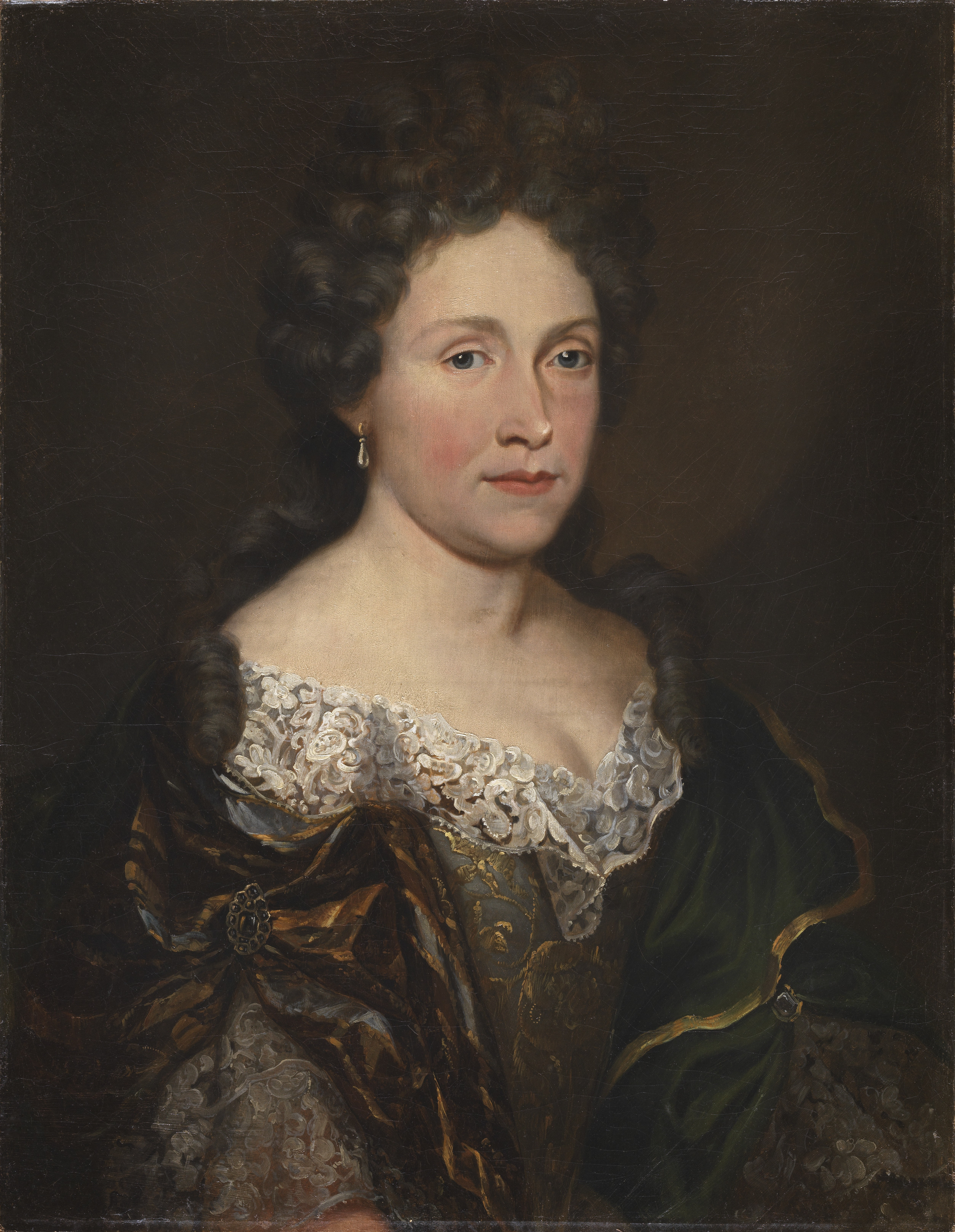
Anna-Maria de Neuf, Sammlung Plantin-Moretus Museum

Anna Maria de Neuf (getauft am 9. September 1654 in Antwerpen; gestorben am 16. Oktober 1714 ebenda) war eine Druckerin und von 1696 bis 1714 Leiterin der Druckerei „Officina Plantiniana“ oder „Moretussen“ in Antwerpen.

## Leben
De Neuf wurde am 9. September 1654 in der Kathedrale von Antwerpen getauft. Sie war eine Tochter von Simon de Neuf, Graf von Hooghelande, und dessen Frau Anna (geborene Steymans). Sie entstammte einer wohlhabenden Adelsfamilie.
Ihr Ehemann Balthasar Moretus war ab 1674 der Leiter der „Officina Plantiniana“, die er, nach dem plötzlichen Tod des Vaters, gemeinsam mit seiner Mutter leitete. Am 17. November 1681 übernahm er die Führung von „Officina Plantiniana“ und produzierte im Inland und hispanischen Ländern hauptsächlich liturgische Bücher. Am 1. September 1692 erhielt er vom König von Spanien den Titel „Jonkheer“.
Nach dem Tod ihres Ehemannes leitete sie 18 Jahre lang den Druckmaschinenbetrieb und reduzierte in dieser Zeit die Arbeitszeit ihrer Mitarbeiter. Sie führte die Geschäfte in den schwierigen Jahren während des Spanischen Erbfolgekriegs. Das Familienvermögen vermehrte sich unter ihrer Führung sehr stark, so dass sie bei ihrem Tod 760.000 Gulden hinterließ.

## Familie
Sie heiratete am 20. Juni 1673 Balthasar Moretus (24. Juli 1646–8. Juli 1696), einen Sohn des Druckers Balthasar Moretus (10. November 1615–29. März 1674) und dessen Frau Anna (geborene Goos, 30. September 1627–30. September 1691), die insgesamt 12 Kinder hatten. Anlässlich der Rückkehr von den Hochzeitsfeierlichkeiten veranstaltete ihr Schwiegervater vom 9. bis 11. Juli ein großes Bankett. Es übertraf dabei jenes, das ihr Vater Simon de Neuf zur Hochzeit organisiert hatte. Aus der Ehe entstammten insgesamt neun Kinder:
- Eine Tochter (*/† 10. Juli 1674)
- Anna Maria (7. Juli 1675–5. Juli 1680)
- Margaretha Elisabeth (4. April 1677–6. November 1678)
- Balthasar IV. Moretus (12. Februar 1679–23. März 1730), Nachfolger in der Leitung der Druckerei. ⚭ 13. Mai 1702 mit Isabella Jacoba (geborene de Mont, alias de Brialmont, 26. Oktober 1682–29. Mai 1723), das Paar hatte 8 Kinder, von denen 5 früh verstarben.
- Margaretha Fraciska (29. September 1681–22. Mai 1687)
- Maria Catharina Moretus (getauft 20. August 1683–6. August 1710) ⚭ 3. November 1703 mit Egidius Cornelius De Vlieghere (14. Juni 1679–16. Oktober 1713)
- Petrus Moretus (12. Februar 1683–21. Mai 1734), studierte Jura.
- Anna Maria Moretus (4. Februar 1687–4. September 1724) ⚭ 30. September 1711 mit Philippus Ludovicus de Pert (30. Oktober 1680–6. Oktober 1753)
- Joannes Jacobus (Jean-Jacques) Moretus (17. Juni 1690–5. September 1757), wurde Politiker und übernahm nach dem Tod des Bruders ab 1730 die Druckerei. ⚭ Theresia Mechtildis Schilder (13. Juni 1696–3. Juli 1729), das Paar hatte neun Kinder.